# Перменд
Перменд — река в России, протекает по Калевальскому району Карелии.
Высота истока — 136,0 м над уровнем моря, высота устья — 102,2 м над уровнем моря.
Вытекает из озера Пермеярви, в 9 км северо-восточнее посёлка Кепа. Течёт в южном направлении, через озеро Малое Перме, пересекает автодорогу местного значения 86К-3 («Р21 „Кола“ — Калевала — Лонка») в 10 км восточнее посёлка Кепа. Устье реки находится в 54 км по левому берегу реки Кепа. Длина реки составляет 25 км, площадь водосборного бассейна 96,9 км².

## Данные водного реестра
По данным государственного водного реестра России относится к Баренцево-Беломорскому бассейновому округу, водохозяйственный участок реки — Кемь от Юшкозерского гидроузла до Кривопорожского гидроузла. Речной бассейн реки — бассейны рек Кольского полуострова и Карелии, впадает в Белое море.
Код объекта в государственном водном реестре — 02020000912102000004386.